# Ea Pil
Ea Pil là một xã thuộc huyện M'Drắk, tỉnh Đắk Lắk, Việt Nam.
Xã Ea Pil có diện tích 82,88 km², dân số năm 1999 là 4.651 người, mật độ dân số đạt 56 người/km².